# Rejon wołogodzki
Rejon wołogodzki (ros. Волого́дский райо́, Wołogodskij rajon) – jednostka administracyjna w Rosji, w obwodzie wołogodzkim, z siedzibą w Wołogdzie. 
W 2010 roku mieszkało w nim 50 438 osób.